# Public Radio International
Public Radio International (PRI) est un réseau de radiodiffusion public américain fondé en 1983. Il est l'un des trois grands réseaux de radios publics aux États-Unis avec NPR et APM.

## Historique
PRI est né d'un désaccord éditorial au sein de NPR relatif à l'émission A Prairie Home Companion de Garrison Keillor, NPR refusant d'inclure dans ses grilles de programmes l'émission de Keillor, qui allait plus tard devenir un incontournable du paysage radiophonique américain. 
En réponse à ce refus, cinq des plus importantes stations du réseau NPR (dont la station new-yorkaise WNYC) font sécession et fondent le réseau American Public Radio, qui allait plus tard devenir le réseau PRI.

## Émissions
- This American Life, produite par la station de Chicago WBEZ et animée par Ira Glass ;
- As It Happens, produite par la Société Radio-Canada ;